# 稚内森林公園キャンプ場
稚内森林公園キャンプ場（わっかないしんりんこうえんキャンプじょう）は、北海道稚内市にあるキャンプ場。面積は約50ha。

## 概要
ノシャップ岬南側、稚内駅西側の高台に位置し、稚内港が見下ろせ、エゾヤマザクラやアカエゾマツなどの木立に囲まれる。利尻島、礼文島へ渡る際に基点にできるため、キャンパーの中心がファミリー層に移った現在でもライダーの圧倒的支持を得ているキャンプ場でもある。北東方向には宗谷岬が遠くに見え、眼下からはフェリーの汽笛が聞こえる。

## 施設
- テントサイト：約10,000m2
- 収容テント数：約100張。
- 炊事場：2か所。
- 東屋：4か所
- トイレ：水洗2か所。
- レジャー用電源：なし。
- バンガロー・キャビン：なし。
- 管理人：常駐せず。
- 車いす対応[3]

※キャンプ場内への車の乗り入れは不可。駐車場有（テントサイトまで約50m）。

## 開設期間
5月1日 - 10月31日

## 交通アクセス
自動車
- 国道40号から約3.5km。
- 道道から約1.5km。
- 稚内市街地から約2.0km。
- 稚内駅から約3.0km。